# Fidel Castro Díaz-Balart

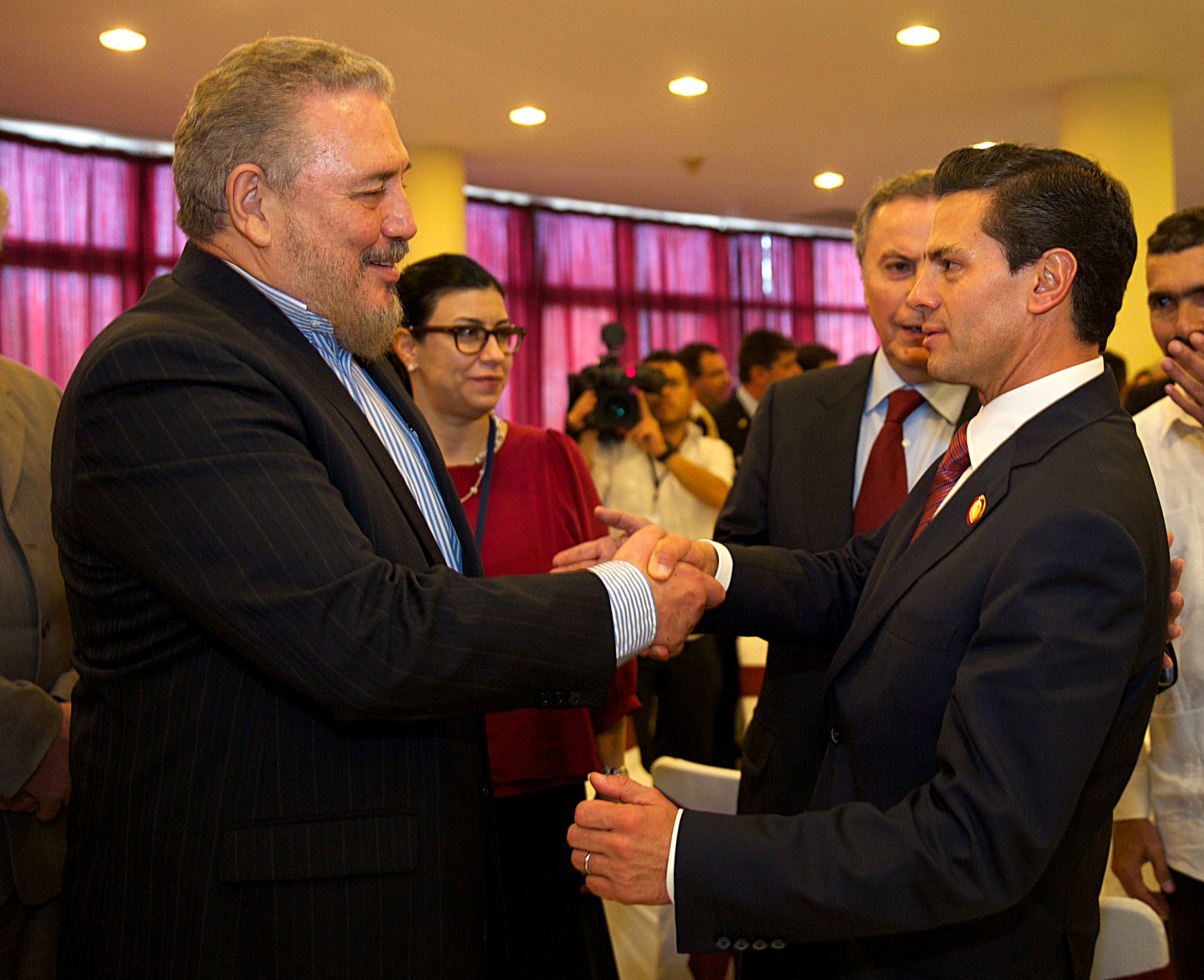
„Fidelito“ Castro (links) mit Enrique Peña Nieto während eines Empfangs in Havanna (2014)

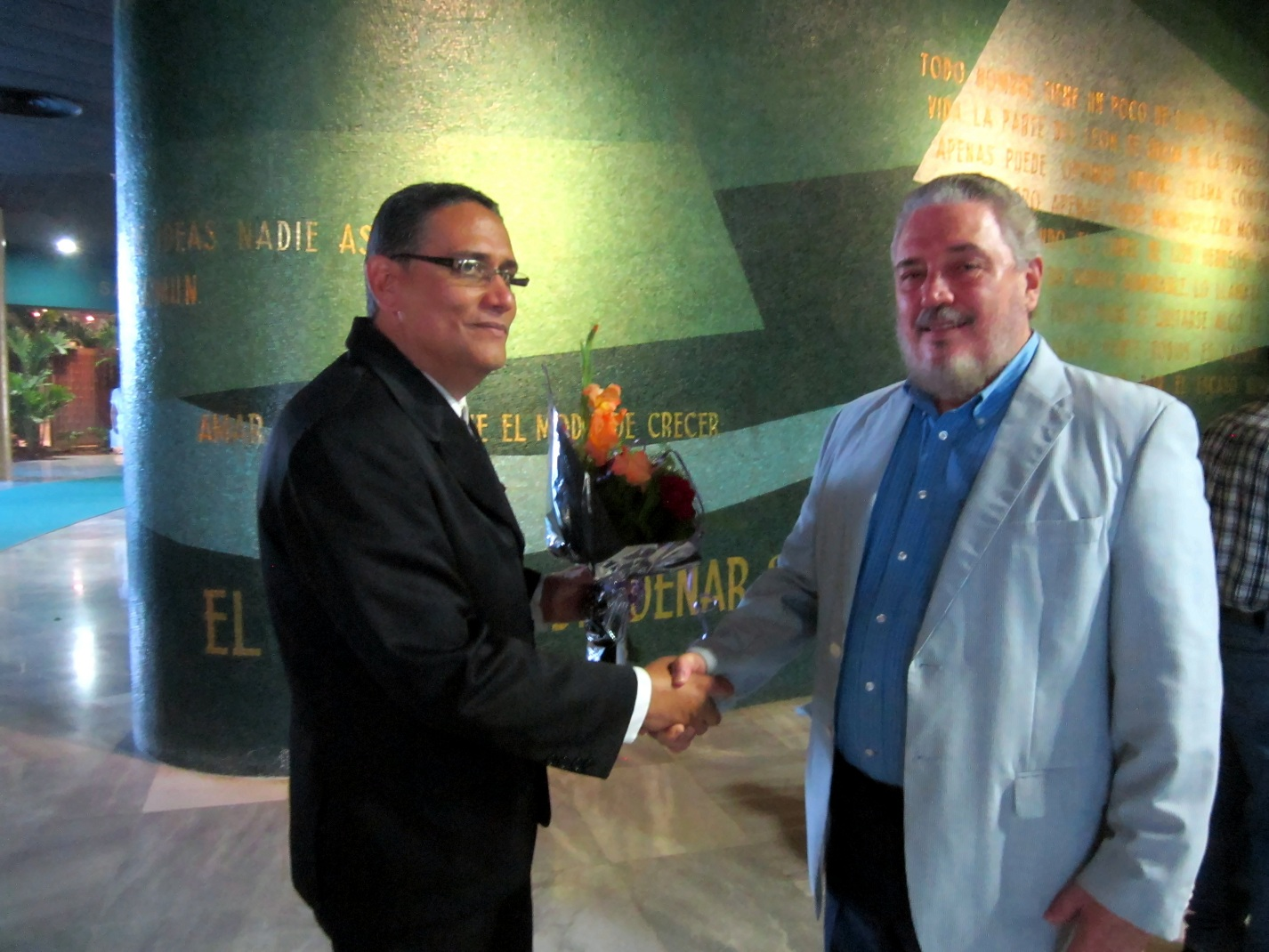
Castro mit dem Mathematiker Javier Pérez Capdevila (2016)

Fidel Ángel Castro Díaz-Balart (* 1. September 1949 in Havanna; † 1. Februar 2018 ebenda), genannt Fidelito (Fidelchen), war ein kubanischer Kernphysiker. Er war der älteste Sohn des kubanischen Revolutionärs Fidel Castro und dessen erster Frau Mirta Díaz-Balart Gutiérrez.

## Leben und Wirken
Castro Díaz-Balarts Eltern wurden 1955 noch vor der kubanischen Revolution geschieden, in der Castro die Macht übernahm. Seine Mutter Mirta zog mit der Familie Díaz-Balart nach Miami und nahm ihren Sohn mit. Castro Díaz-Balart kehrte als Kind nach Kuba zurück, um seinen Vater zu besuchen, und blieb dort für den Rest seiner Kindheit. Im Jahre 1959 wurde er erstmals einer größeren Öffentlichkeit bekannt, als er als Neunjähriger während eines Interviews mit seinem Vater im US-amerikanischen Fernsehen auftrat.
Castro Díaz-Balart studierte in der Sowjetunion, aus Sicherheitsgründen unter dem Decknamen José Raúl Fernández, und wurde Kernphysiker mit zwei Doktorgraden. Mit Anfang dreißig wurde er 1980 Generalsekretär der Kernenergiekommission Kubas. Er leitete den Bau des Kernkraftwerks Juraguá; dieses sollte das erste Kernkraftwerk Kubas werden. Nach dem Zerfall der Sowjetunion gab es in Kuba 1992 eine schwere Wirtschaftskrise. Sein Vater verfügte die Einstellung der Arbeiten und „Fidelito“ wurde seiner Ämter enthoben. Zuletzt war er wissenschaftlicher Berater der kubanischen Regierung sowie Vizepräsident der Akademie der Wissenschaften. Politische Ambitionen hatte er nach eigenen Angaben keine.
Fidel Castro Díaz-Balart wurde wegen einer Depression behandelt. Anfang Februar 2018 starb er durch Suizid.

## Privates
Castro Díaz-Balart war zunächst mit der Russin Natascha Smirnowa verheiratet, mit der er drei Kinder bekam: Mirta María, Fidel Antonio und José Raúl. Später heiratete er die Kubanerin María Victoria Barreiro.